# Río Drin Negro
El río Drin Negro (albanés, Drini i Zi; macedonio, Црн Дрим, transliterado: Crn Drim, significando "el ciervo negro") es un río en Albania y Macedonia del Norte. Nace en el lago Ohrid en Struga, Macedonia del Norte y corre en dirección norte. Después de unos cincuenta kilómetros aproximadamente, cruza la frontera con Albania, al oeste de Debar. Se une con el Drin Blanco en Kukës para formar el Drin, que desemboca en el mar Adriático. Drena la mayor parte de la región fronteriza oriental de Albania, incluyendo los tres lagos orientales que Albania comparte con sus países vecinos (el lago Ohrid y el Prespa) y los ríos que desaguan en ellos.

## Agricultura

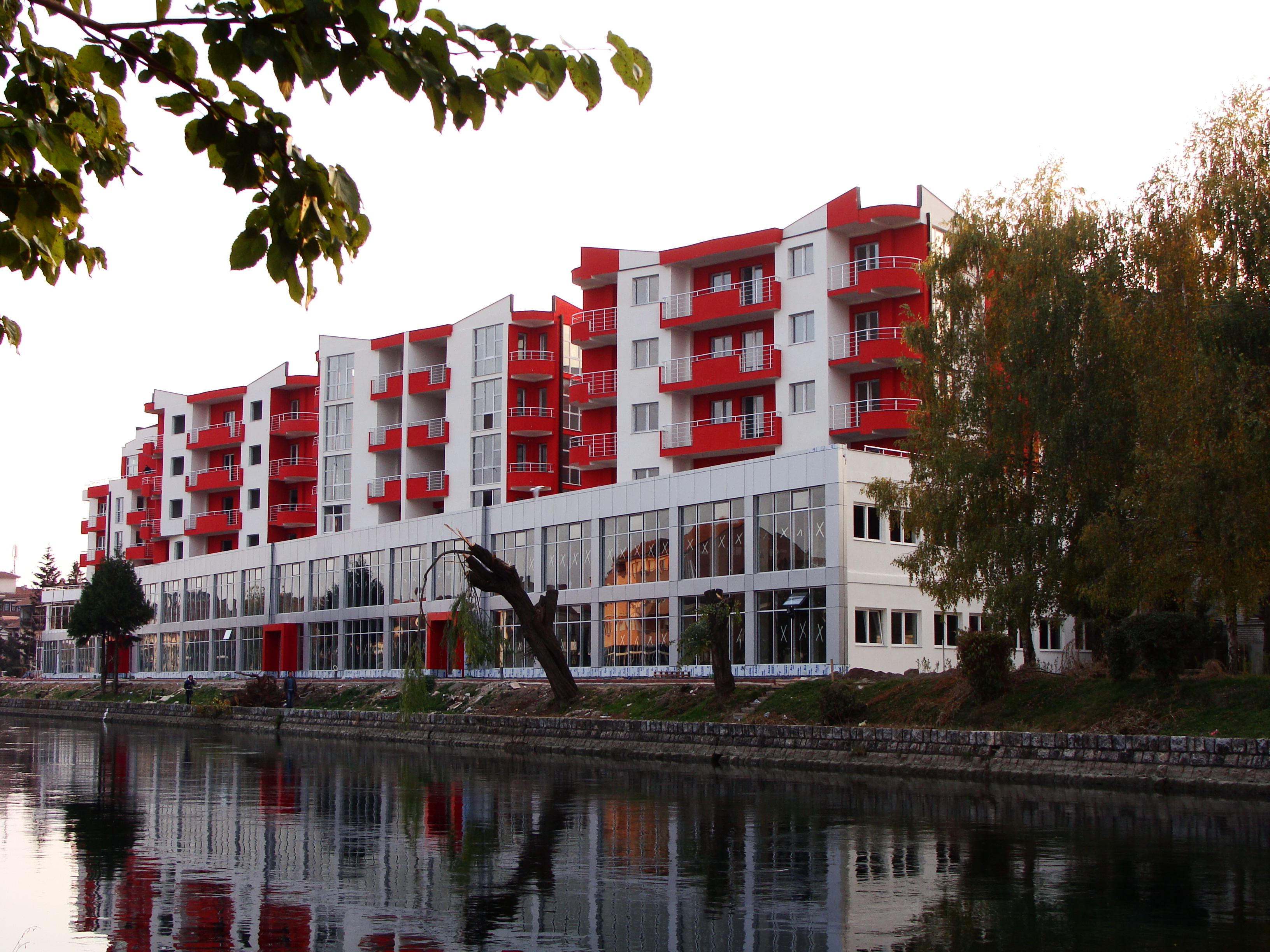
Drin Negro en Struga.

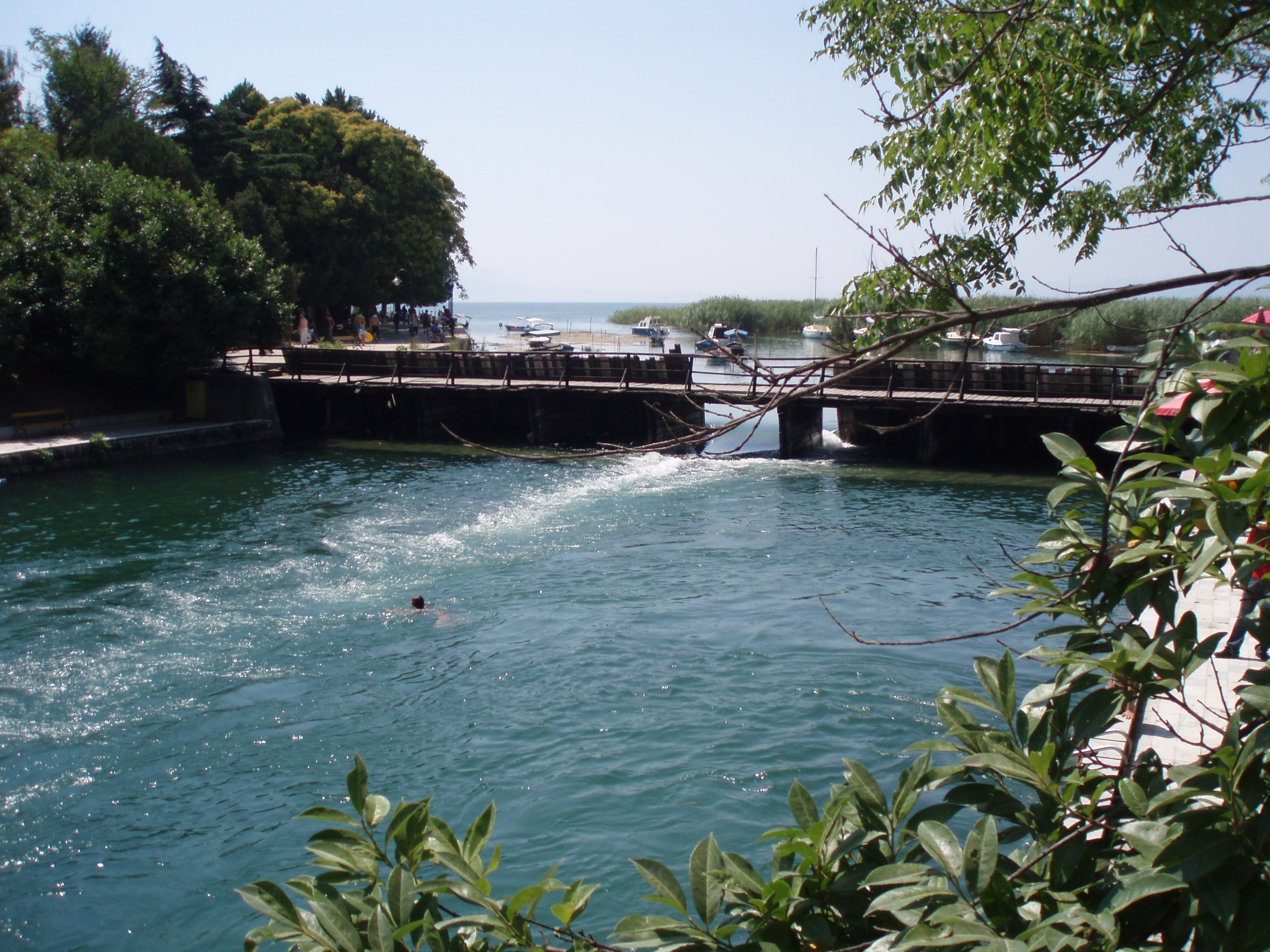
El Drin Negro nace en el lago Ohrid.

Esta parte de Albania, es de hecho, un lugar que se basa en la agricultura. Hasta los noventa, la fauna estaba más evolucionada que hoy, pero ahora se empiezan a ver progresos. Los principales cultivos son maíz y cebada, pero también se está desarrollando la silvicultura. La trucha de Ohrid, que es un tipo de salmón, puede encontrarse también en partes del río de vez en cuando.